# Robert Duchniewicz
Robert Duchniewicz (lit. Robert Duchnevič, w mediach także Robertas Duchnevičius ; ur. 15 sierpnia 1991 w Kabiszkach Małych) – litewski prawnik, polityk i samorządowiec polskiej narodowości, wiceprzewodniczący Litewskiej Partii Socjaldemokratycznej, od 2023 mer rejonu wileńskiego.

## Życiorys
Urodził się w 1991 roku w rejonie wileńskim, już po ogłoszeniu przez Litwę niepodległości. W 2010 roku ukończył Gimnazjum im. Konstantego Parczewskiego w Niemenczynie. W latach 2010–2017 studiował prawo na Uniwersytecie im. Michała Römera, na studiach licencjackich i magisterskich.
W 2015 przez krótki okres pracował w kancelarii Sejmu jako asystent posła, w latach 2015-2023 był zatrudniony jako prawnik w Departamencie Mniejszości Narodowych przy Rządzie Republiki Litewskiej. W latach 2021–2023 stał na czele stowarzyszenia prawniczego „Adviser”.
W 2014 roku wstąpił do Litewskiej Partii Socjaldemokratycznej, trzy lata później został szefem jej struktur w rejonie wileńskim. W 2021 wybrano go wiceprzewodniczącym partii.
W 2017 roku po raz pierwszy dostał się do rady rejonu wileńskiego, reelekcję na to stanowisko uzyskał dwa lata później.  
W 2023 roku został ponownie wybrany radnym, zaś w drugiej turze uzyskał wybór na funkcję mera rejonu wileńskiego. Zagłosowało na niego 50,57% wyborców, zaś na jego kontrkandydata Waldemara Urbana reprezentującego AWPL-ZChR 49,43%. Został pierwszym merem od prawie trzydziestu lat pochodzącym z innego ugrupowania niż AWPL-ZChR. W wyborach parlamentarnych 2024 roku był szefem sztabu wyborczego socjaldemokratów.
Robert Duchniewicz działa w ochotniczej straży pożarnej i jest członkiem Polskiego Klubu Dyskusyjnego.
Żonaty, ma córkę. 

## Źródła
- Życiorys Mera [online], vrsa.lt [dostęp 2025-01-31] (pol.).
- Kandidatas į savivaldybės tarybos narius ir merus. ROBERT DUCHNEVIČ [online], vrk.lt [dostęp 2025-01-31] (lit.).